# 317
317是自然数，介於316和318之間。

## 數學性質
- 第66個質數。前一個為313、下一個為331。
  - 艾森斯坦素数
  - 十進制下，既是可右截短質數，也是可左截短質數[1]
  - 陳素數
  - 奇素數
  - 孤立素數（OEIS數列A007510）
  - 可刪素數（OEIS數列A080608）
  - 危險素數（OEIS數列A059456）
  - 邪惡質數（OEIS數列A027699）
  - 幾何弱素數（OEIS數列A068828）
  - 317是由{\displaystyle 2x^{2}+13y^{2}}所產生的素数（OEIS數列A107132）
  - 畢達哥拉斯質數
  - 317是滿足3n-1的素数（OEIS數列A003627）
  - 此數字雖然是自然質數，但不是高斯質數。前一個有此性質的自然質數是313、下一個是337。（OEIS數列A002313）

其第一象限之高斯質數的整数分解為{\displaystyle \left(14+11i\right)\times \left(14-11i\right)}。
- 十进制的等數位數。
- 由1構成的循環單位中，317個位的數是素数。[2]
- 嚴格非迴文數
- 317是循環單位111......111（連續79個1，其中79是質數）的最小的質因數。[2]

## 天文領域
- 鯨魚座81b是一顆距離地球317光年、位於鯨魚座的系外行星。
- 小行星317是小行星帶的小行星

## 交通領域
- 317國道
- 東京都道317號環狀六號線
- 武漢公交317路

## 其他領域
- 西元317年
- 西元前317年
- 郟姓是在《百家姓》中排第317位的中文姓氏。